# کیپ غربی
کِیپ غربی یکی از استان‌های جمهوری آفریقای جنوبی است.
مرکز آن شهر کیپ تاون است.